# 多尼伊诺斯德莱德斯马
多尼伊诺斯德莱德斯马，是西班牙卡斯蒂利亚-莱昂萨拉曼卡省的一个市镇。 总面积46平方公里，总人口106人（2001年），人口密度2人/平方公里。